# Betamorpha lasia
Betamorpha lasia is een pissebed uit de familie Munnopsidae. De wetenschappelijke naam van de soort is voor het eerst geldig gepubliceerd in 1977 door Thistle & Hessler.